# Mydlovar
Mydlovar (též Kostomlaty) je zřícenina hradu 2,5 km jihovýchodně od obce Ostrá v okrese Nymburk. Hrad stál v blatné poloze na pravém břehu Labe v nadmořské výšce 185 metrů. Od roku 1965 je chráněn jako kulturní památka.

## Historie
První písemná zmínka z roku 1223 se pravděpodobně vztahuje ke stejnojmenné zaniklé vesnici. Hrad postavil některý z příslušníků místní šlechty někdy ve druhé polovině 13. století; později ho drželi páni z Častolovic a páni z Kunštátu. Roku 1493 ho koupil král Vladislav Jagellonský, ale zastavil ho Janovi ze Šelmberka. Posledním šlechtickým majitelem byl Bedřich z Donína, kterému byl v roce 1547 zkonfiskován. Potom byl připojen k Lysé a zpustl. Jako pustý je poprvé označen až roku 1561.

## Stavební podoba
Hrad byl postaven na uměle zvýšeném návrší obklopeném mokřinami a mrtvými rameny řeky Labe. Na severní a západní straně ho chránily zdvojené příkopy a valy; předhradí beze stop zástavby se nacházelo na východní straně. Do hradního jádra, které patřilo mezi hrady s plášťovou zdí, se vstupovalo ze severu. Hlavní obrannou stavbou byla cihlová plášťová zeď, která místy vystupuje nad povrch. Obvodová hradba i zástavba se zřítila do nádvoří, takže úroveň terénu je výrazně výš než bývala ve středověku a zároveň neumožňuje bližší poznání vnitřního uspořádání jádra. Pravděpodobně je jediným hradem v Čechách, který byl postaven převážně z cihel.

## Přístup
Zbytky hradu se nachází v přírodní rezervaci Mydlovarský luh a jsou přístupné po odbočce z modře značené turistické trasy z Milovic do Nymburka. Asi 1 km severovýchodně od hradu se na tuto trasu napojuje žlutě značená cesta z nádraží v Kostomlatech nad Labem.

## Pověsti
Dle místních pověstí hrad založila kněžna Libuše, která jej užívala jako své letní sídlo. Dřevěná lávka přes Labe prý Libuši sloužila, aby mohla chodit do Hradištka do kostela. Libuši se připisuje i výskyt ladoňky v Mydlovarském luhu; Libuše ji údajně ve své zahradě u hradu pěstovala a odtud se rostlina rozšířila do okolního lesa.
Pověsti dále vyprávějí, že se jeden pasák krav kdysi spustil do otvoru u jakéhosi balvanu na zřícenině hradu, ale již odtamtud nikdy nevyšel. Zlákán vidinou starých vín ve sklepích hradu nechal jindy majitel lyského panství pod hradem dvakrát kopat. V obou případech se však země sesula a dělníci při práci přišli o život.

## Hrad v kultuře
Mydlovar hraje jistou úlohu v historickém krimipříběhu Martiny Novotné, nazvaný Prokletí hradu Mydlovar z roku 2022.
Hrad Mydlovar je také jednou z hlavních lokalit knihy Tři bratři z Mydlovaru, kterou roku 1934 napsal a vydal Karel Sellner.

## Galerie

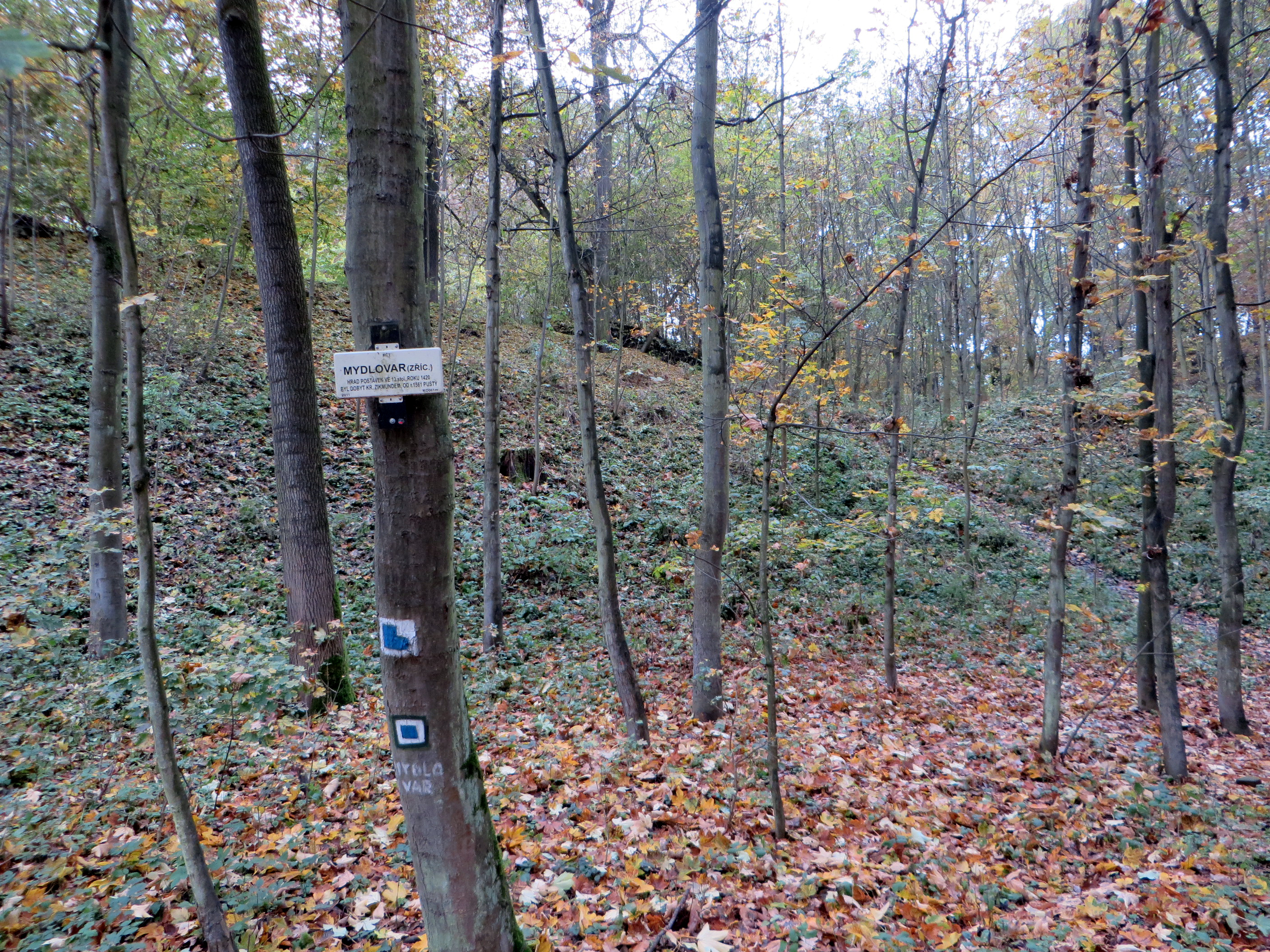
Pohled od úpatí hradního návrší
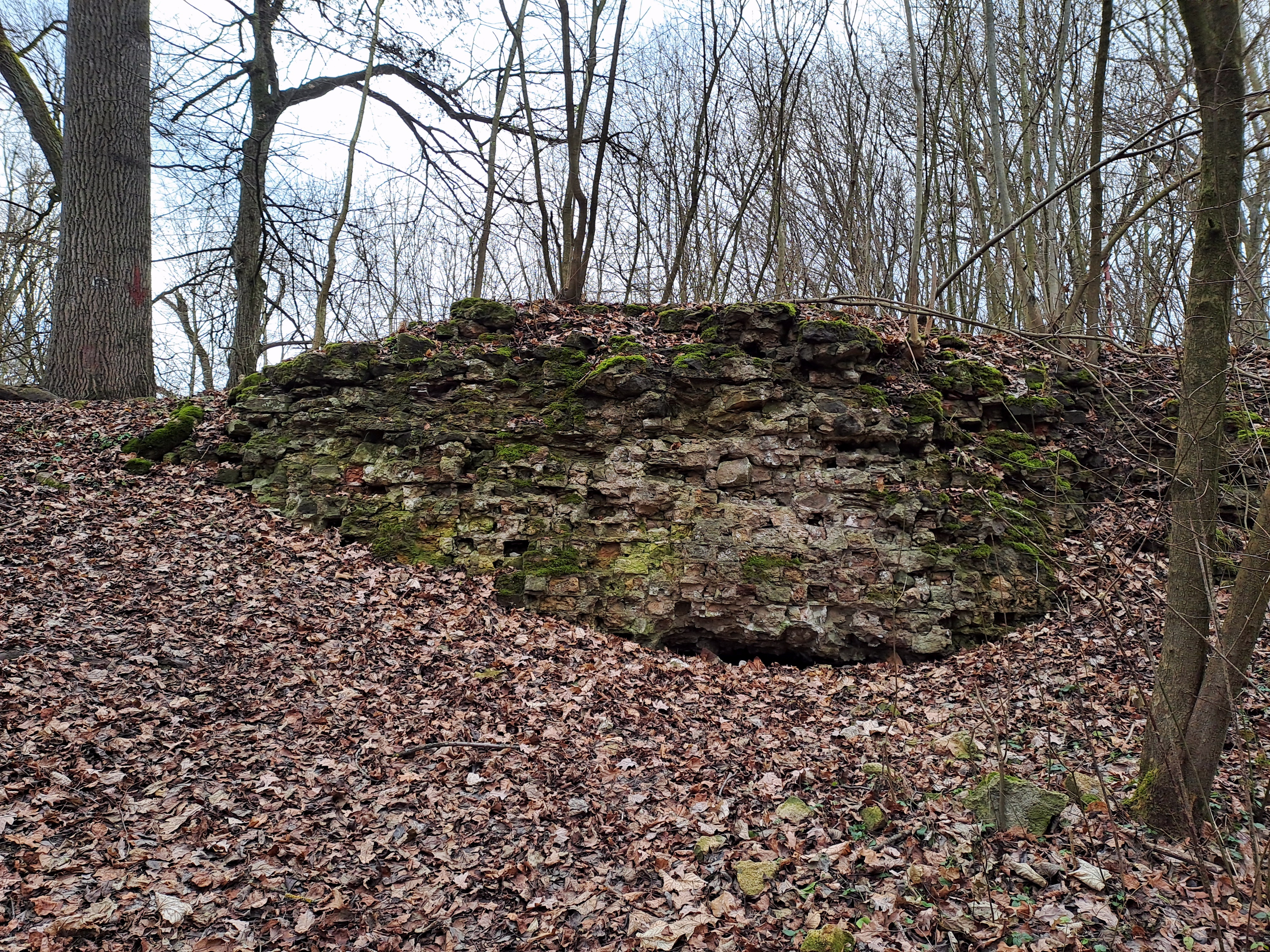
Zbytek zdi
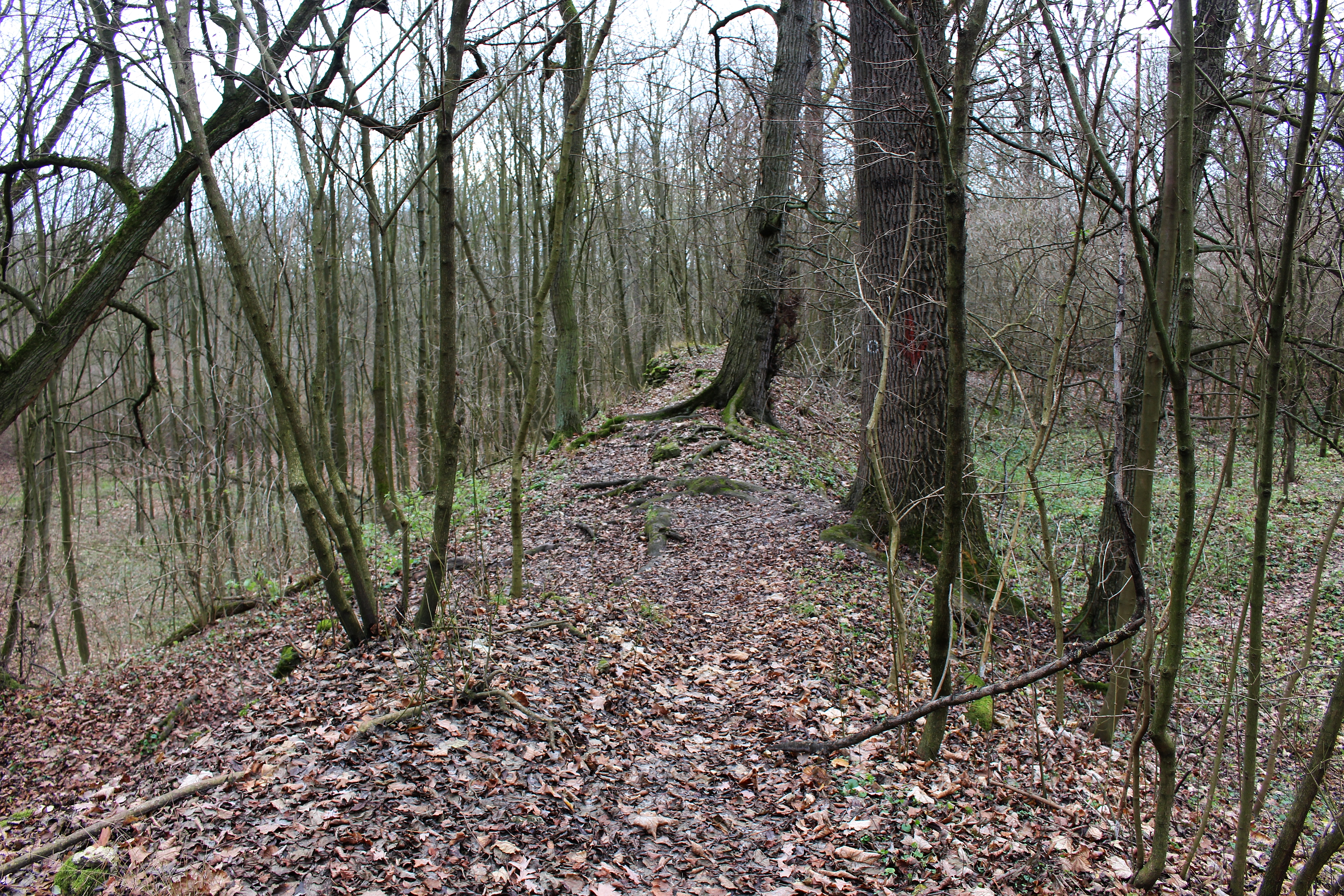
Okraj hradního návrší
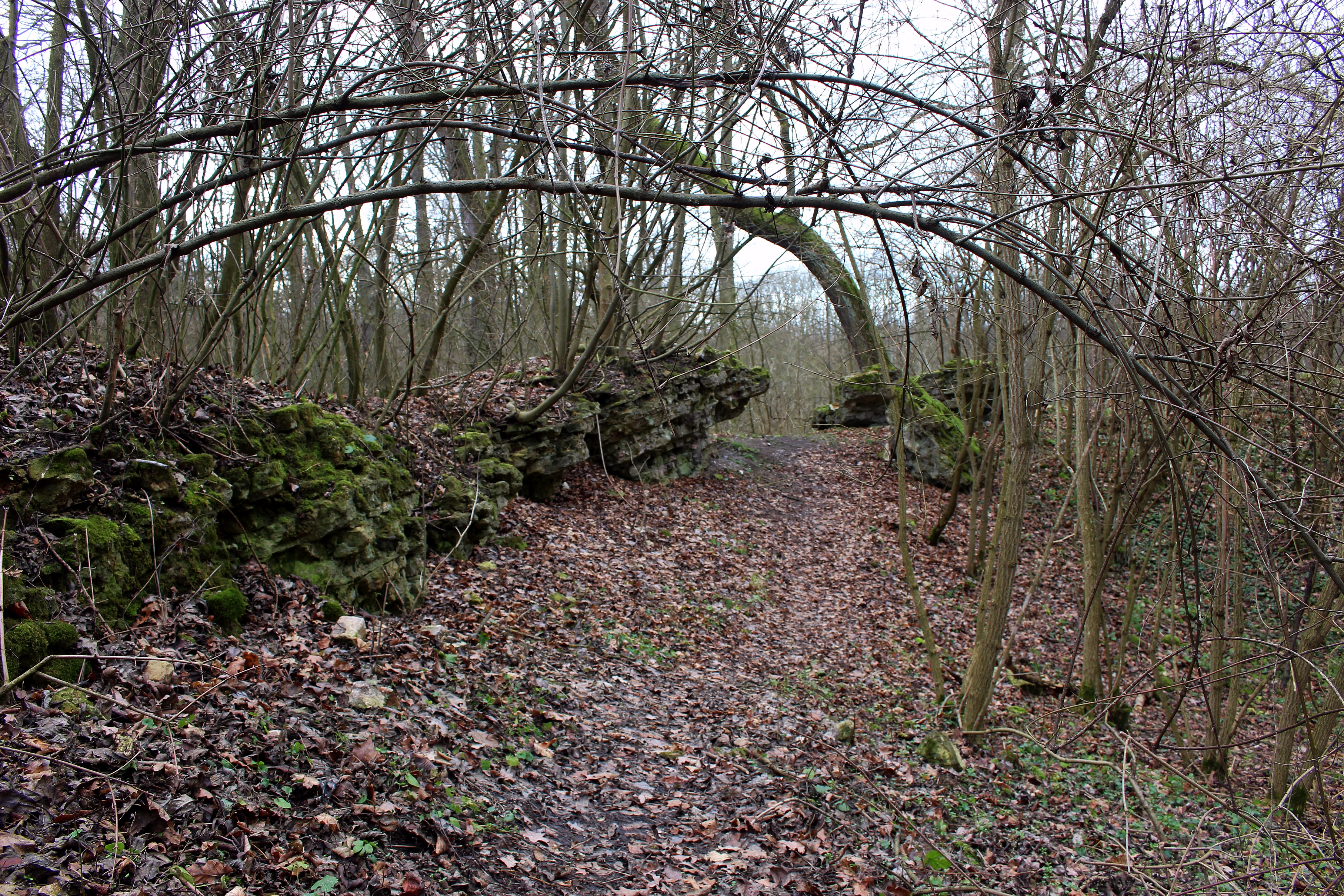
Zbytky zdí
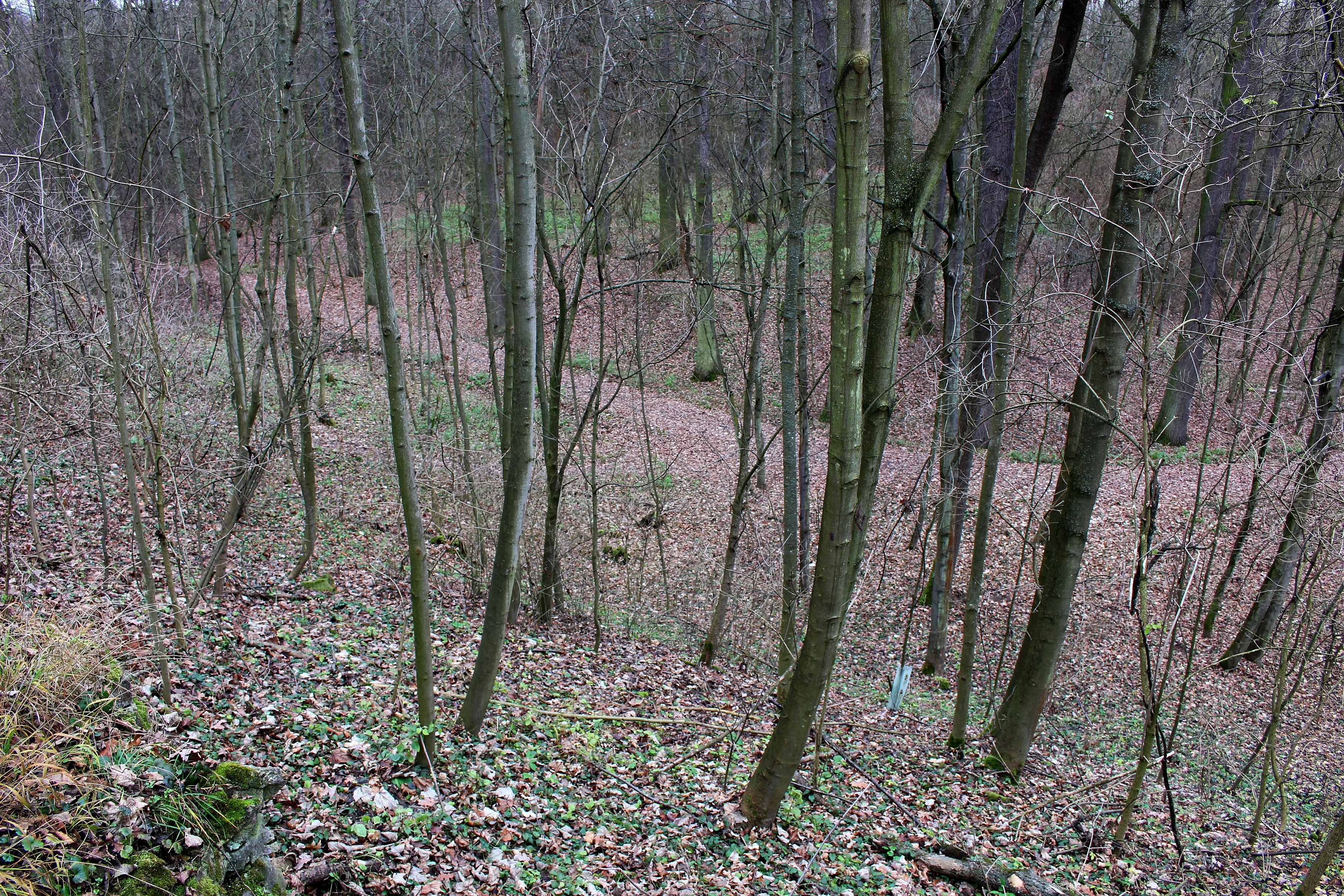
Pohled shora k přístupové cestě
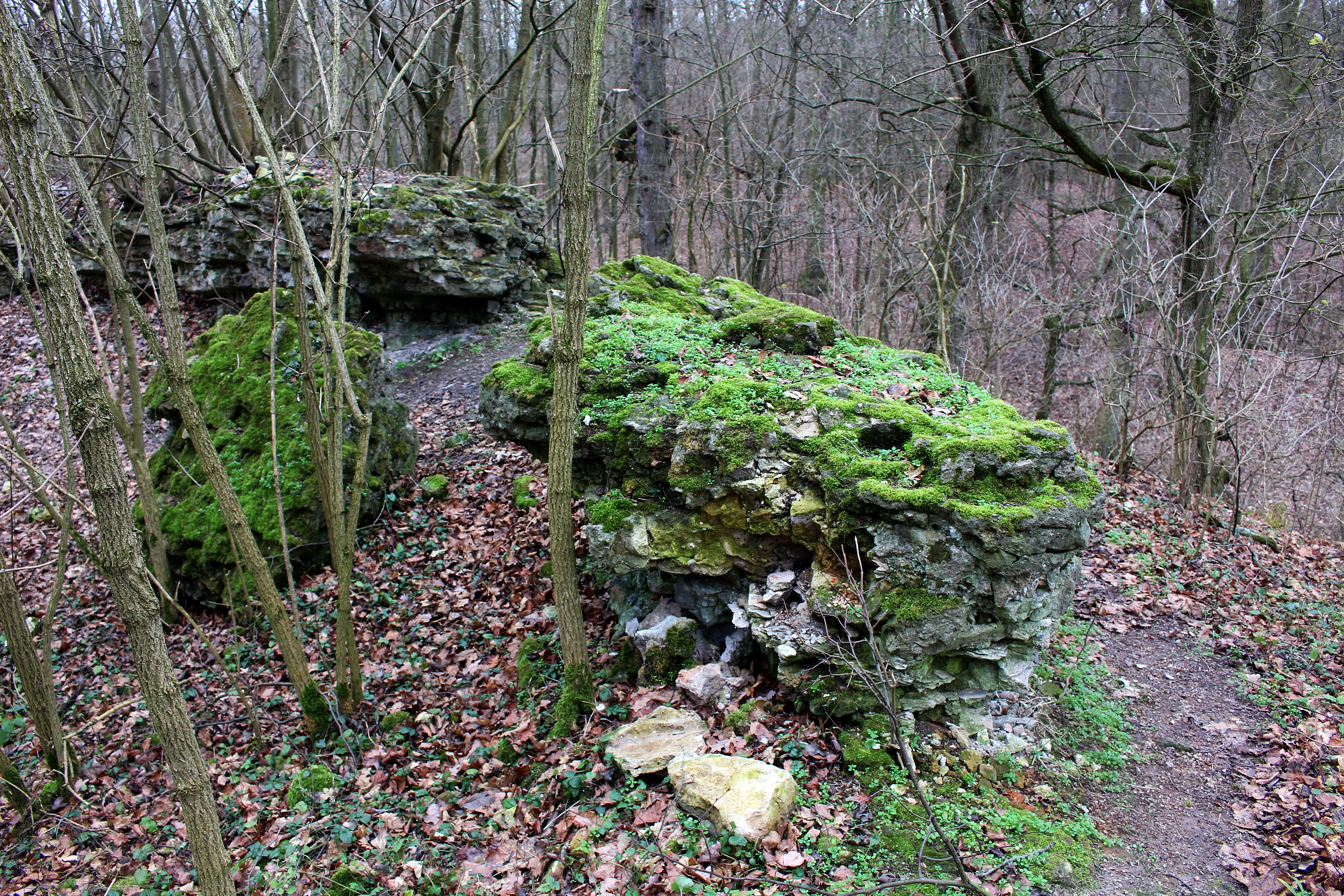
Zbytky zdí